# Ambulyx semifervens
Ambulyx semifervens là một loài bướm đêm thuộc họ Sphingidae. Loài này có ở Indonesia (the Moluccas và Sulawesi).
Nó giống với Ambulyx subocellata và Ambulyx dohertyi, nhưng cánh rộng hơn.